# Hanenkraai

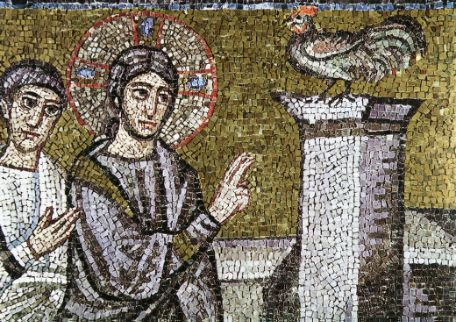
Mozaïek uit de 6e eeuw n.Chr. met Petrus en de haan.

De hanenkraai, hanenzang of eenvoudigweg kraai is de kenmerkende roep van de haan, die bij de gedomesticeerde vorm onafhankelijk van het baltsgedrag is.

## Biomechanica

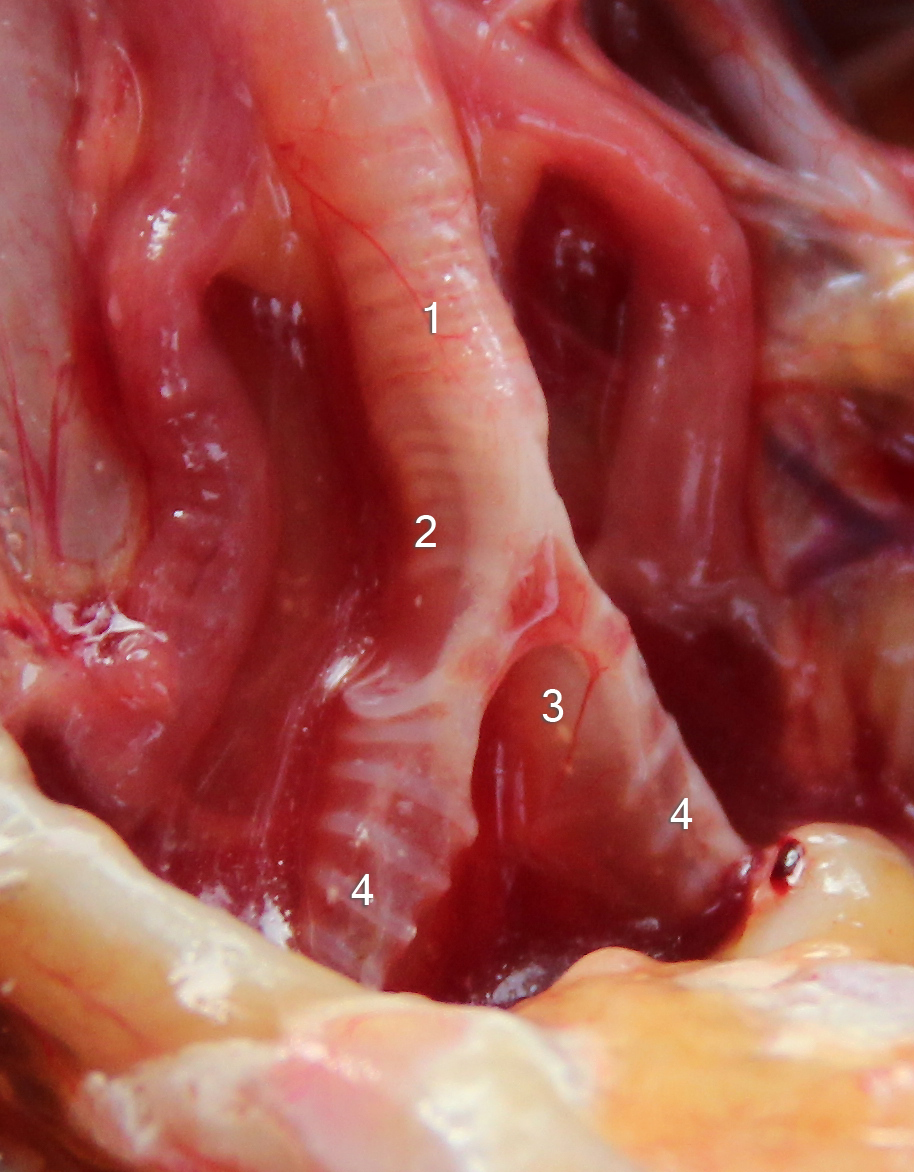
Syrinx van een kip: 1. Trachea; 2. Membrana tympaniformis lateralis; 3. Membrana tympaniformis medialis; 4. Bronchi

Bij vogels wordt het stemgeluid gevormd in de stemkop (syrinx), een uit spieren en kraakbeen bestaand orgaan, dat bij kippen in het overgangsgebied tussen de distale luchtpijp en de hoofdbronchi zit. De stemgeluiden worden versterkt door beweeglijke delen in de wand van de bovenste bronchusgebieden, de zogenaamde membranae semilunares of tympaniformes, die als klankkast fungeren. In vergelijking tot zangvogels is het spierlichaam van de kippensyrinx simpel geconstrueerd, zodat de fijnere modulatie van de geluiden relatief beperkt is. De duur en het volume van de stemgeluiden worden bepaald door de grootte en de vulling van de longen, alsmede door de kracht van de hals-, borst en buikmusculatuur (een uit spier bestaand middenrif is bij vogels niet aanwezig). De druk die in de stemkop opgebouwd wordt, moet voor het ontstaan van geluiden aangepast worden aan de druk in de infraclaviculaire luchtzakken en kan tussen 6 en 50 mm Hg variëren.

## Endocriene regulatie
Het kraaien is een geluid dat vrijwel uitsluitend door hanen geproduceerd wordt. Er bestond al lang het vermoeden dat een hormooninvloed een rol speelt. Dit werd in een van de eerste en historisch waardevolste endocrinologische experimenten in 1848 bewezen door Arnold Adolf Berthold. Hij ontnam bij hanen hun testikels en transplanteerde ze bij een deel der dieren later terug. Na de oorspronkelijk castratie hielden alle hanen op met kraaien. De exemplaren met een teelbaltransplantatie waren de enigen die daar later weer mee begonnen. In de geschriften van Aristoteles werd reeds het kraaien van hennen beschreven, echter uitsluitend als uiting van overwinning. Hormonen kunnen echter tot een voortdurende kraaineiging van hennen leiden, hetzij bij een ziekte van de eierstokken, hetzij door het verschrompelen van deze organen door veroudering.

## Kraai-eigenschappen van kamhoenders

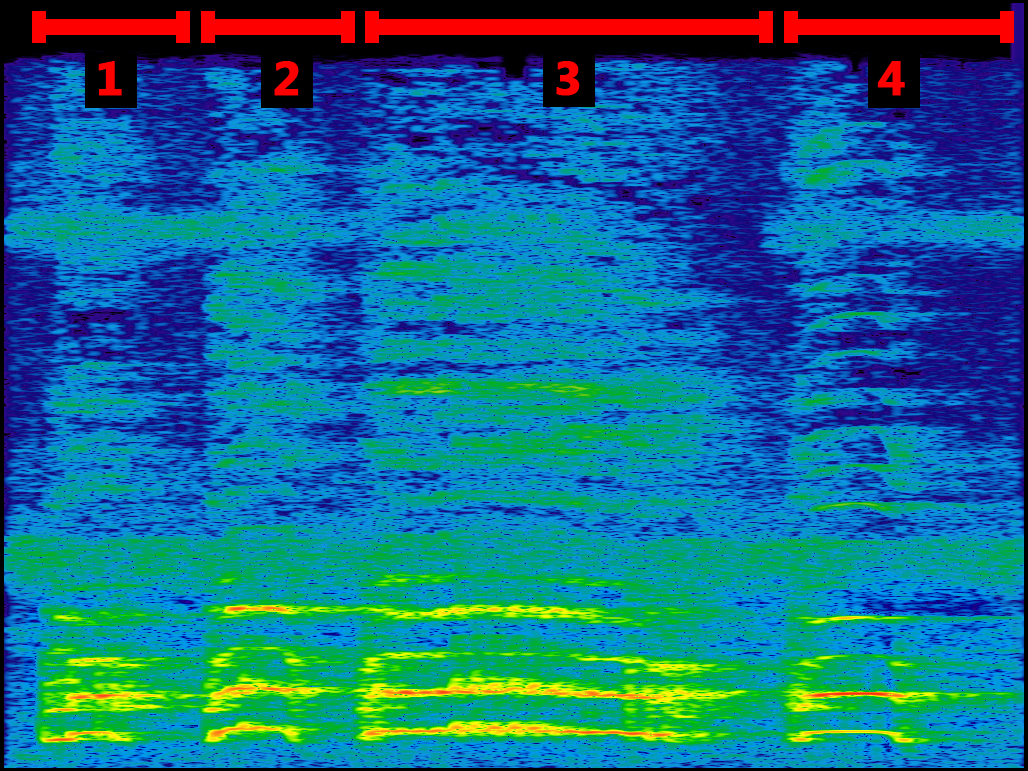
Spectrogram met vier lettergrepen

De vier soorten van de kamhoenders, waaronder de Gallus gallus als voorvader van de gedomesticeerde kip geldt, hebben onderling verschillende kraaigeluiden. Het verschil ligt in het aantal van de lettergrepen, de klank en de toonhoogte, evenals in de intervallen tussen de afzonderlijke lettergrepen. Het vorkstaarthoen kraait in verhouding hoog en met twee lettergrepen. Het Ceylonhoen kraait met drie lettergrepen en een lang interval tussen de eerste en tweede lettergreep. Sonnerathoen en Gallus gallus (Bankivahoen) vormen vier lettergrepen, waarbij de eerste soort de eerste beklemtoont en de Gallus gallus de derde. Het feit dat de kraairoep van de gedomesticeerde kip eveneens vier lettergrepen heeft en onverwisselbare gelijkenis met het kraaien van het bankivahoen heeft, ondersteunt Darwins monophyletische theorie over de afstamming van de huiskip.

## Functie
Door de domesticatie van de kip is de vermoedelijk oorspronkelijke rol als baltsroep verloren gegaan. Er wordt gespeculeerd dat er tijdens het proces van domesticatie een selectie van de vaker kraaiende hanen plaatsgevonden heeft. In elk geval blijkt het problematisch de functie van de hanenkraai met zekerheid vast te stellen. De kraai speelt noch een rol bij de afbakening van een territorium, noch een overduidelijke rol bij het sociale gedrag van hennen en hanen. De theorie dat de kraaiactiviteit bij de haan samenhangt met de eierproductie van nauw verwante hennen is voornamelijk van historisch belang.

## Kraaiduur en langkraaiers

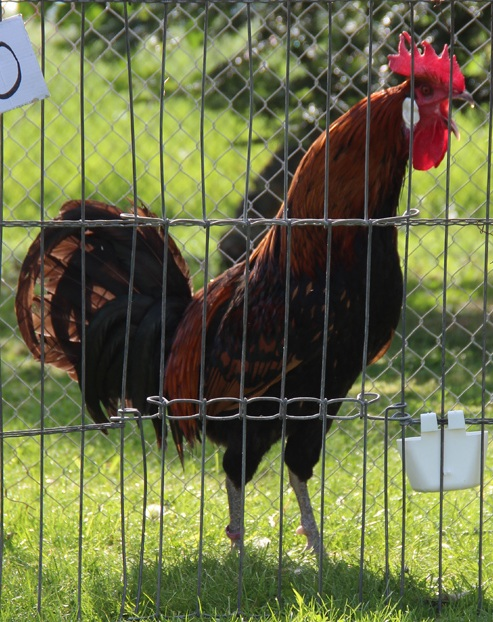
De gestrekte bouw van een Bergse kraaier.

De duur van een enkele kraai is bij de huiskip vergelijkbaar met die van een Bankivahoen en bedraagt gemiddeld 1,6 seconden. Door een verlenging van de kraaiduur hebben zich bepaalde rassen tot langkraaiers ontwikkeld. Waarschijnlijk baseert zich dit op een selectie van langkraaiende hanen in de loop van de eeuwen, mogelijk gestimuleerd door kraaiwedstrijden. De vererving van de verlengde kraairoep volgt niet de wetten van Mendel en schijnt op een combinatie van meerdere genen te berusten. Gemeenschappelijke kenmerken van de langkraaierrassen zijn een gestrekte houding, meestal lange loopbenen en een lange hals, wat gedeeltelijk fysiologisch te verklaren is.